# Amable Jourdain
Amable Jourdain (París, 25 de gener de 1788 - 19 de febrer de 1818) va ser un historiador i orientalista francès de la primera meitat del segle xix.
El seu nom s'associa a la introducció del terme Escola de Traductors de Toledo, ja que va ser ell qui per primera vegada el va utilitzar: collège de traducteurs de Toledo, al seu llibre Recherches critiques sur l'âge et l'origine des traductions latines d'Aristote, et sur des commentaires grecs ou arabes employés par les docteurs scholastiques editat el 1810 i reeditat el 1843. Probablement, el terme collège emprat per Jourdain, només es referia a un grup heterogeni de persones, però en passar a mans d'altres historiadors es va convertir en escola. És el cas de Valentin Rose (schule en alemany, 1874) i Menéndez Pelayo (escuela en castellà, 1881).

## Obres
- 1810. Mémoire sur l'observatoire de Méragah et sur quelques instrumens employés pour y observer
- 1812. Notice de l'histoire universelle de Mirkhond, intitulée "le Jardin de la pureté"
- 1813. Le jardin de la pureté, contenant l'histoire des prophètes, des rois et des Khalifes, par Mohammed, fels de Khavendschah, connu sous le nom de Mirkhond
- 1814. La Perse, ou Tableau de l'histoire du gouvernement, de la religion, de la littérature, etc., de cet Empire
- 1819. Recherches critiques sur l'âge et l'origine des traductions latines d'Aristote, et sur des commentaires grecs ou arabes employés par les docteurs scholastiques
- ????. Notice historique sur Aboul-Féda et ses ouvrages
- 1843. Recherches critiques sur l'âge et l'origine des traductions latines d'Aristole, et sur des commentaires grecs ou arabes employés par les docteurs scholastiques
- 1860. De l'origine des traditions sur le christianisme de Boèce